# Atalanti
Atalanti (in greco Αταλάντη?) è un ex comune della Grecia nella periferia della Grecia Centrale (unità periferica della Ftiotide) con 10 367 abitanti secondo i dati del censimento 2001.
È stato soppresso a seguito della riforma amministrativa, detta Programma Callicrate, in vigore dal gennaio 2011 ed è ora compreso nel comune di Lokroi.

## Località
Il comune è suddiviso nelle seguenti comunità (i nomi dei villaggi tra parentesi):
- Atalanti (Atalanti, Agios Vlasios, Palirroia, Skala)
- Exarchos
- Kalapodi
- Kyparissi (Kyparissi, Evkalyptos)
- Kyrtoni
- Megaplatanos
- Tragana (Tragana, Mikrovivos)